# Johann Tscherning
Johann Tscherning (* 1650 in Krakau; † 1732) war ein polnischer, auf Portraits spezialisierter Kupferstecher in Brieg, Königsberg, Breslau und Olmütz in den Jahren 1684–1715, eine Quelle nennt datiert seinen letzten Stich nach einem Porträt nach Klimann auf das Jahr 1729.

## Leben
Johann Tscherningks Vater hieß David, bzw. Daniel David, auch: „Daniel, David“. Dieser habe demnach in den Jahren 1646 bis 1690 als Kupferstecher und Kunsthändler in Brieg, Graz, Olmütz und Breslau gewirkt.
Des Weiteren gibt es im Allgemeinen Künstlerlexikon von Rudolf Füssli bezüglich des Eintrags zu Johann Tscherningk die Angabe „vermutlich Vater und Sohn“, wobei der Vater zwischen 1634 und 1678 gewirkt und der Sohn noch bis 1715 gelebt habe. Diese, ohnehin wohl nicht zutreffende Aussage wurde von Gottfried Johann Dlabacz und Wilhelm Schram darüber hinaus missverständlich zitiert, wonach zufolge Füssli der bis ins Jahr 1715 lebende Johann Tscherningk einen gleichnamigen Sohn gehabt habe.
Andreas Tscherning war mutmaßlich sein Verwandter, angeblich sogar sein Bruder.

## Beispielwerke

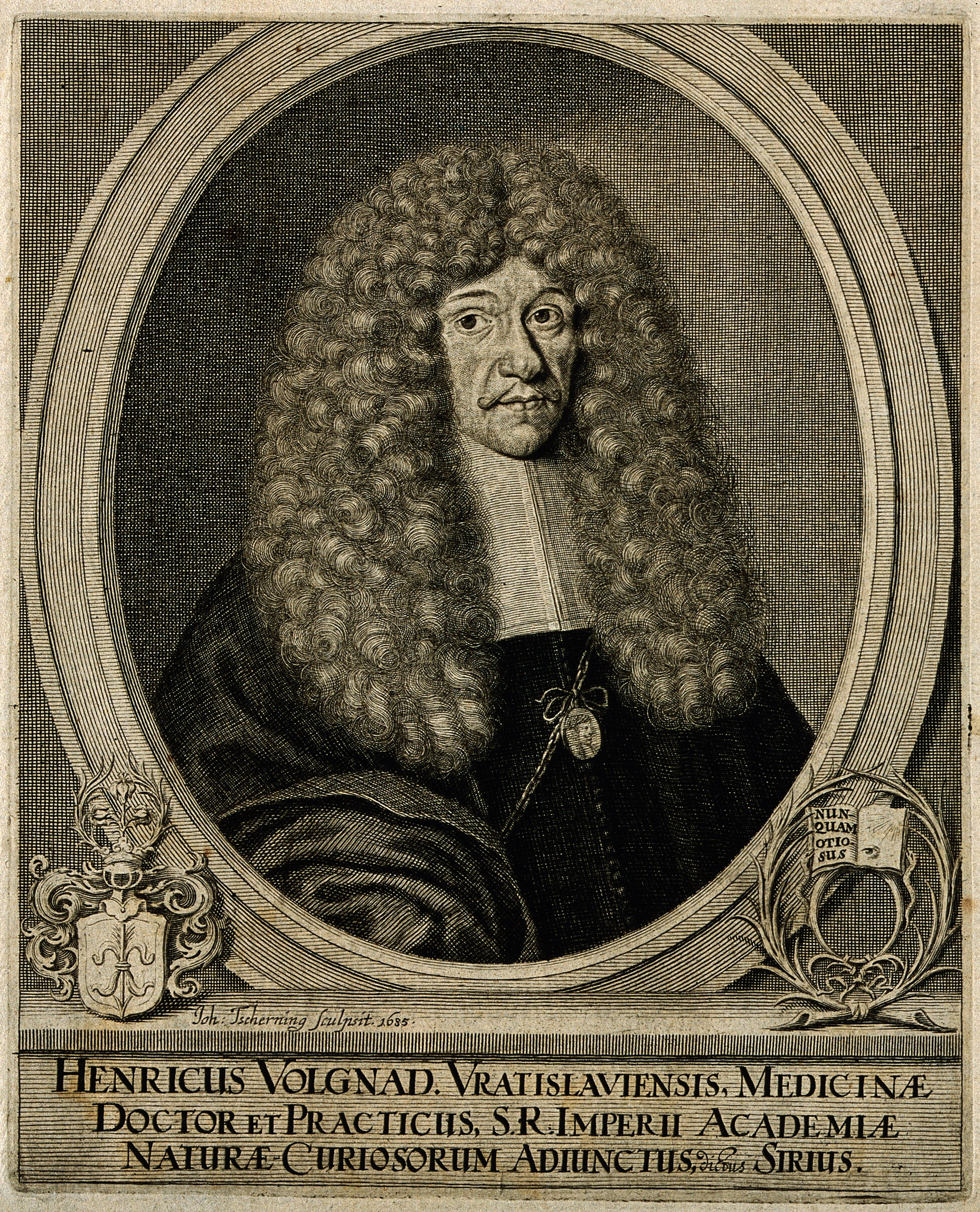
Heinrich Vollgnad, 1685
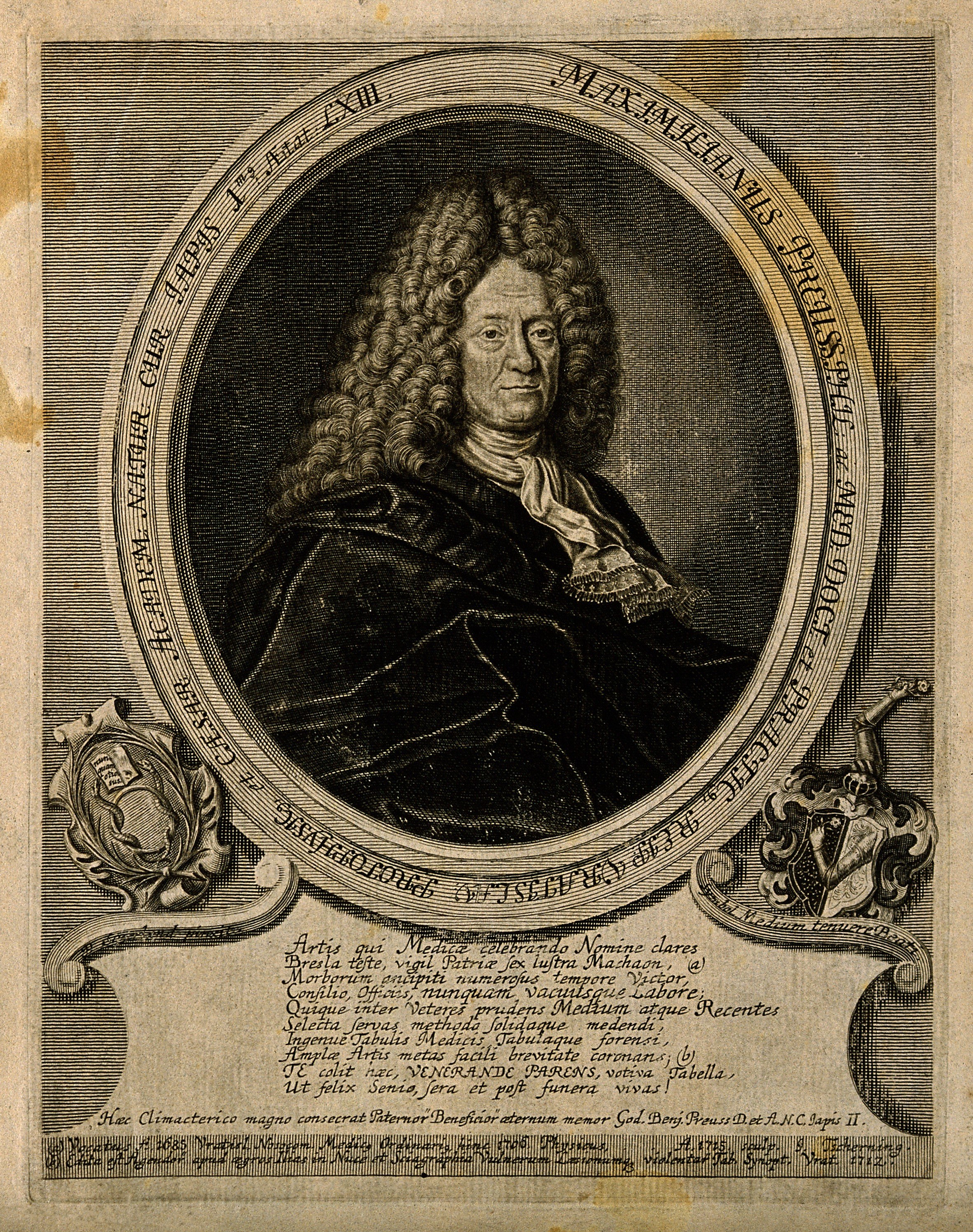
Maximilian Preuß (nach Philipp Sauerland), 1715
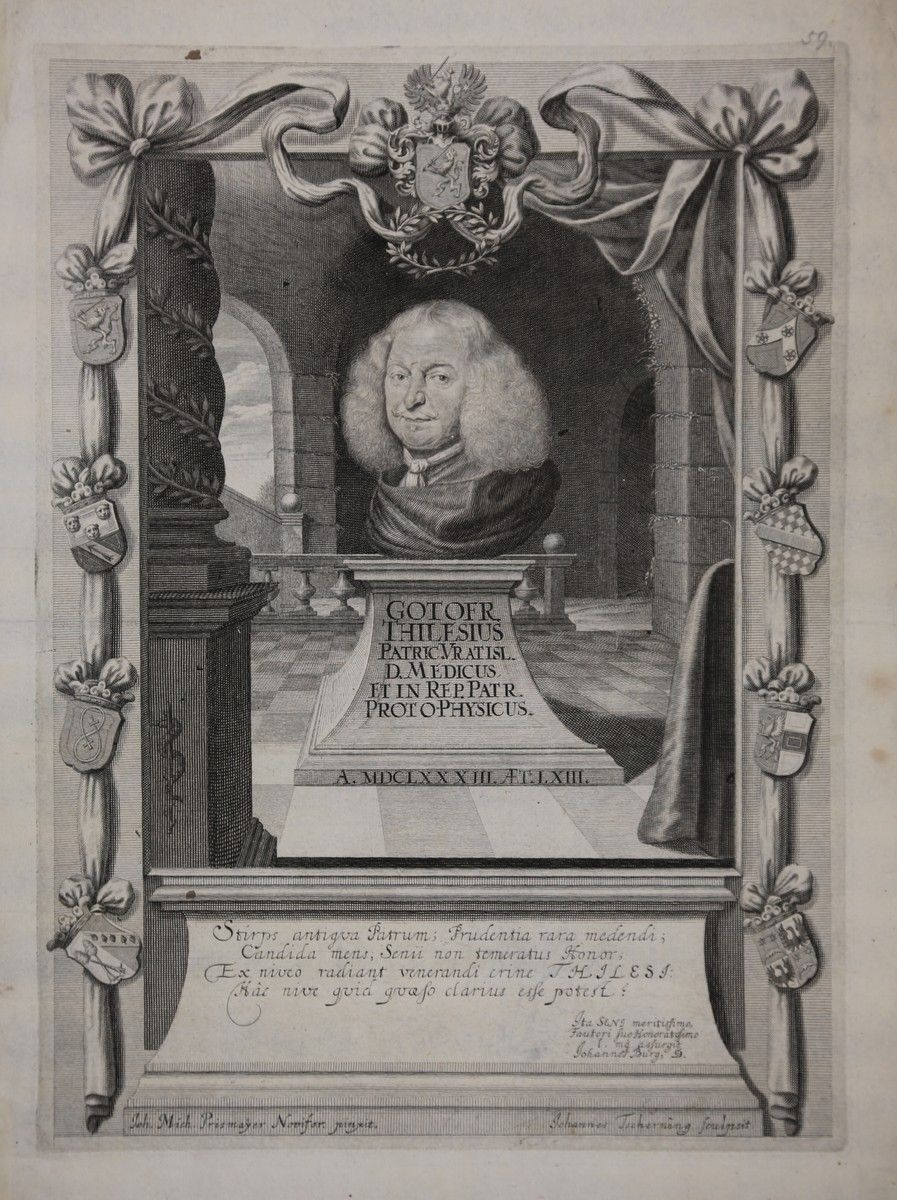
Gottfried Thilisch (nach Johann Michael Prismayer) 1683
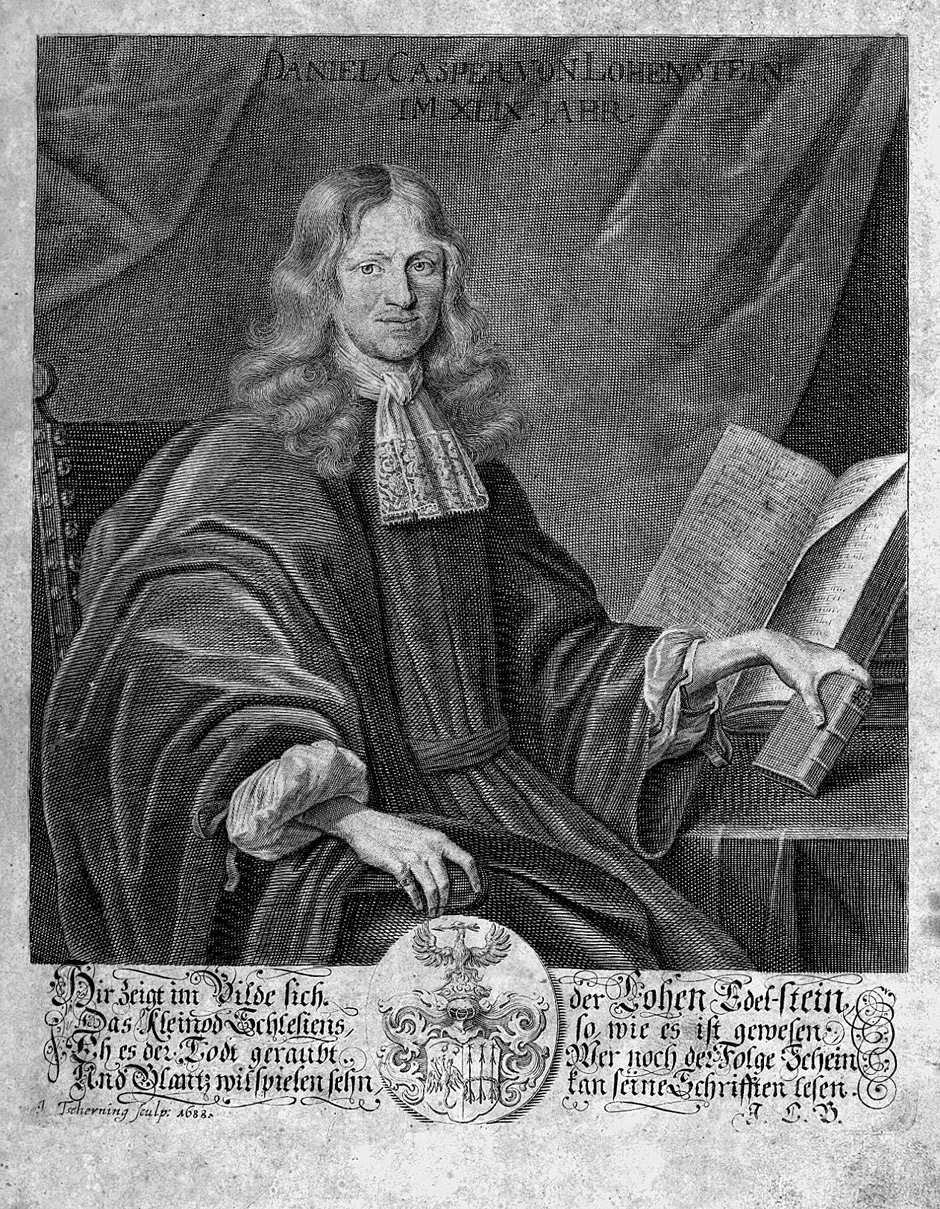
Daniel Casper von Lohenstein (nach einem Gemälde in dessen 49. Lebensjahr), 1688